# Telemiezen
Telemiezen ist eine Zeichentrickserie des Südwestfunks, die ab 1972 in Nachfolge des Gestiefelten Katers (1959–1971) als Werbetrenner eingesetzt wurde. Sie handelt von einer Familie zweier erwachsener Katzen, zweier Katzenkinder und einer kleinen Maus.

## Inhalt und Entwicklung
Die Katzenmutter ist violett, die Katzenkinder dunkelrosa bzw. mittelblau, die Maus grün und der Katzenvater in zwei Brauntönen gehalten (Rumpf und Kopf sandbraun, Glieder dunkelbraun). In den meisten Episoden spielt der Katzenvater der Maus üble Streiche. Anfangs retteten die Katzenkinder die Maus aus ihrer misslichen Lage, später wurde der Katzenvater jedoch von der Maus immer häufiger ausgetrickst und einmal in der Badewanne mitsamt dem Badewasser heruntergespült. Zum Ende seiner Präsenz in den Spots waren vom Katzenvater dann meist fast bildschirmfüllend nur noch Rumpf und Arme, jedoch nicht mehr Kopf und Gesicht zu sehen. 
Die Figuren waren stilistisch einfach gezeichnet und gaben lange Jahre nur Naturtöne oder Geräusche von sich. Ab Anfang der 1980er Jahre waren die Figuren, bis auf die Maus, die sich praktisch nicht veränderte, etwas realistischer gestaltet, und der Katzenvater erhielt einen ovalen statt wie bisher eher rhombusförmigen Kopf mit einer rundlichen Nase. 
Wie bei Äffle und Pferdle wurden bei den Telemiezen neben kurzen Sekundenspots auch kleine Kurzfilme produziert, die häufig musikalische Darbietungen enthielten. 
Während sich Äffle und Pferdle an populärer Musik (beispielsweise Blues und Rock) versuchten, bevorzugten die Telemiezen jedoch Klassik, insbesondere Opern-Parodien, darunter Sempre libera degg’io der Oper La traviata.
Im Laufe der Zeit veränderte sich die Zusammensetzung der Familie. Während die Katzenmutter sehr früh (um 1975) und der Katzenvater später (um 1986) aus den Spots verschwanden, kam in der letzten Phase vor Absetzung der Spots ein braungepunkteter Hund mit sehr langen, schlappigen Ohren, der auch sprechen konnte, hinzu. Die beiden kleinen Katzen sprachen fortan ebenfalls.

## Ausstrahlung
Im ARD-Regionalprogramm von Südwestfunk (SWF) und Süddeutschem Rundfunk (SDR) wechselten sich die Telemiezen des SWF mit dem Duo Äffle und Pferdle des SDR ab. 
Die Serie wurde Ende der 1980er Jahre von Bessi & Bingo abgelöst, eine vom Baden-Badener Animationsfirma Studio 88 produzierte Serie um ein Hunde-Katzen-Duo.